# حسين الأعرج
حسين الأعرج (وُلد في 26 يناير 1951 في ميثلون –) مُحاضر، وعُمدة، ووزير وسياسي فلسطيني سابق. 

## نشأته وتحصيله العلمي
وُلد حسين عبد الله حسين الأعرج في بلدة ميثلون جنوب محافظة جنين بتاريخ 26 يناير 1951. تلقى تعليمه الابتدائي في مدرسة البلدة، والإعدادي في مدرسة سيلة الظهر، وحصل على الثانوية العامة في الفرع العلمي من مدرسة جنين الثانوية عام 1972/1971، ثُم أكمل تَعليمه في الجامعة الأردنية لِيحصل منها على درجة البكالوريس في الإدارة العامة عام 1976، بعدها أكمل دراسته في جامعة روزفلت ليحصل منها على درجة الماجستير عام 1981 في الإدارة العامة، وأيضاً الدكتوراه من جامعة غلاسكو عام 1989.

## الحياة العملية
التدرج الوظيفي 
| الرقم | الموقع                                                              | في المنصب               | مصادر               |
| ----- | ------------------------------------------------------------------- | ----------------------- | ------------------- |
| 1     | موظف لدى الجمعية العلمية الملكية                                    | 1978-1976               |                     |
| 2     | محاضر لدى جامعة النجاح الوطنية                                      | 1994-1981               |                     |
| 3     | كلفته منظمة التحرير الفلسطينية مع آخرين بتأسيس جامعة القدس المفتوحة | 1993-1991               |                     |
| 4     | رئيس طاقم العمل والتشغيل في الوفد الفلسطيني المفاوض                 | 1994-1993               |                     |
| 5     | وكيل وزارة الحكم المحلي الفلسطينية                                  | 17 نوفمبر 1994 – 2005   | [ 5 ]               |
| 6     | رئيس بلدية نابلس                                                    | 2005-2004               |                     |
| 7     | محاضر لدى جامعة النجاح الوطنية                                      | 2007-2005               |                     |
| 8     | محافظ محافظة الخليل                                                 | 1 أغسطس 2006 – 2010     | [ 6 ]               |
| 9     | رئيس ديوان الموظفين العام                                           | أبريل 2010 - يناير 2011 | [ 7 ]               |
| 10    | رئيس ديوان الرئاسة الفلسطينية                                       | 24 أغسطس 2010 – 2015    | [ 8 ]               |
| 11    | نائب رئيس مجلس إدارة المجلس الأعلى للإبداع والتميز                  | 4 سبتمبر 2012 – لا يزال | [ 9 ] [ 10 ] [ 11 ] |
| 12    | وزير الحكم المحلي الفلسطيني في حكومة الوفاق الوطني                  | 2015 -2019              | [ 12 ]              |